# Rahma Tibi
Rahma Tibi (14 de julio de 2005) es una deportista tunecina que compite en judo. Ganó una medalla de oro en los Juegos Panafricanos de 2023 y una medalla de bronce en el Campeonato Africano de Judo de 2023.

## Palmarés internacional
| Juegos Panafricanos | Juegos Panafricanos    | Juegos Panafricanos | Juegos Panafricanos |
| Año                 | Lugar                  | Medalla             | Categoría           |
| ------------------- | ---------------------- | ------------------- | ------------------- |
| 2023                | Acra (Ghana)           | Medalla de oro      | –52 kg              |
| Campeonato Africano |                        |                     |                     |
| Año                 | Lugar                  | Medalla             | Categoría           |
| 2023                | Casablanca (Marruecos) | Medalla de bronce   | –52 kg              |